# Raheem Mostert

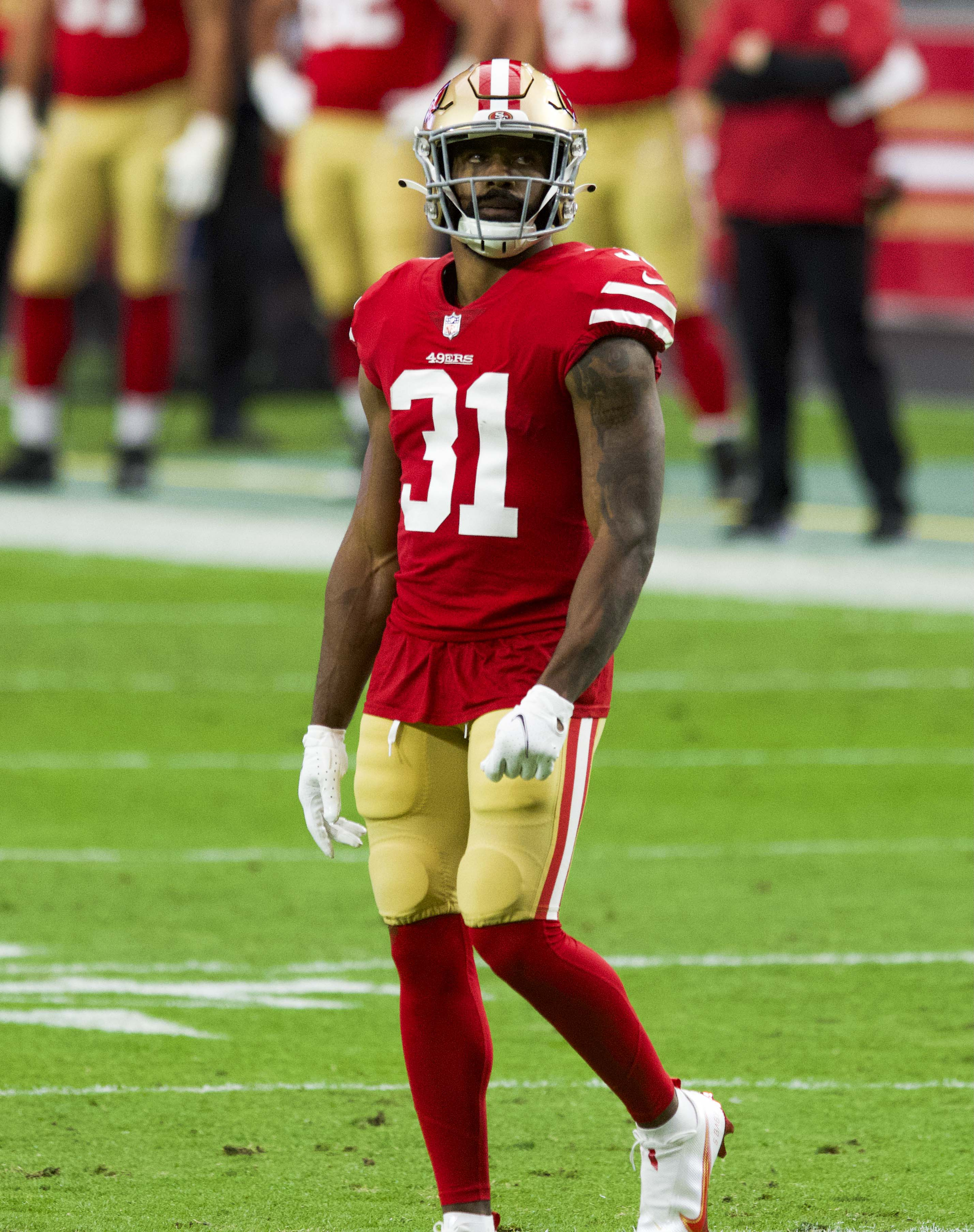
Raheem Mostert 2020.

Dominique Raheem Mostert, född 9 april 1992 i New Smyrna Beach, Florida, är en amerikansk utövare av amerikansk fotboll (running back). Han spelar sedan 2022 för Miami Dolphins i NFL, ett lag han spelade för även 2015. Under säsongen 2015 fick han dessutom spela för Baltimore Ravens och Cleveland Browns. Under säsongen 2016 fick  han först spela för Chicago Bears och sedan spelade han för San Francisco 49ers 2016–2021.
Mostert spelade collegefotboll vid Purdue University.